# Richland County, Wisconsin
Richland County är ett administrativt område i delstaten Wisconsin, USA, med 18 021 invånare. Den administrativa huvudorten (county seat) är Richland Center.

## Geografi
Enligt United States Census Bureau så har countyt en total area på 1 526 km². 1 518 km² av den arean är land och 8 km² är vatten.

### Angränsande countyn
- Vernon County - nord
- Sauk County - öst
- Iowa County - sydost
- Grant County - sydväst
- Crawford County - väst

### Större orter
- Richland Center med 5 100 invånare

## Kända personer
- Frank Lloyd Wright